# 커자옌
가가연(중국어: 柯佳嬿, 병음: Kē Jiāyàn 커자옌[*], 1985년 1월 10일 ~ )는 대만의 배우이다.

## 출연 작품

### 영화
- 2008년 《먀오 먀오》
- 2010년 《맹갑》
- 2012년 《웅웅애상니》
- 2022년 《상견니》 - 황위시안 / 천윈루 역

### 텔레비전
- 2009년 TTV 《비새개시》
- 2011년 TTV 《소자녀해향전충》
- 2019년 CTV 《상견니》